# Zale dealbata
Zale dealbata là một loài bướm đêm trong họ Erebidae.